# 黄堡站
黄堡站是位于陕西省铜川市黄堡镇的一个铁路车站，邮政编码727001。车站建于1941年，有咸铜铁路经过该站，现仅办理货运，不办理客运业务，车站及其上下行区间均未电气化。车站距离咸阳站125公里，隶属西安铁路局，是四等站。